# Надія України (премія Жінка ІІІ тисячоліття)
Надія України (в 2012 році — «Надія ІІІ тисячоліття»  — одна із категорій Всеукраїнської Премії «Жінка ІІІ тисячоліття», що вручалася у 2012 та 2016 роках міжнародною громадською організацією «Жінка III тисячоліття» молодим жінкам (дівчатам), що проявили себе у певній галузі.
За весь час існування відзнакою "Надія України " було нагороджено 7 юних дівчат. Найбільше (3) — в 2016 році. Найменше (1) — в 2012 та 2017 роках.

## Список переможниць
| Рік                  | Прізвище та ім'я | Роки життя | Посада на час нагородження | У скільки років нагороджена |
| -------------------- | ---------------- | --- | -------------------------- | --------------------------- |
| 2012                 |                  | |                            |                             |
| Тетяна Гулик         | 2001 р.н.        | юна співачка, м. Коломия Івано-Франківська область                                                                                               | 11                         |                             |
| 2015                 |                  | |                            |                             |
| Єлізавета Чорна      | 2003 р.н.        | волонтер, активіст Міжнародного Благодійного Фонду «Єлизавєта»                                                                                   | 12                         |                             |
| Софія Тарасова       | 2001 р.н.        | переможниця конкурсу «Дитяча Нова Хвиля 2013», фіналістка дитячого «Євробачення 2013», володарка премії «Майбутнє Нації — 2014»                  | 14                         |                             |
| 2016                 |                  | |                            |                             |
| Стефанія Куколевська | 2002 р.н.        | школярка, автор книжки «Зоя Місячне Сяйво і 13 завдань», що працює під псевдонімом «Ніа Дідківська»                                              | 14                         |                             |
| Катерина Малкіна     | 2002 р.н.        | учениця Маріупольського технічного ліцею, автор екологічного проекту по утилізації пластикових відходів за допомогою личинок жуків, м. Маріуполь | 14                         |                             |
| Анна Борисенко       | 2002 р.н.        | школярка, чемпіон світу-2016 по тхейк-ван-до (розділ пумсе) в Перу, м. Київ                                                                      | 14                         |                             |
| 2017                 |                  | |                            |                             |
| Софія Злотник        | 2001 р.н.        | юна співачка, композиторка, поетеса (донька народного артиста України, ректора Київського інституту музики імені Глієра Олександра Злотника      | 16                         |                             |